# Liga Nacional de Básquetbol 2011-12
La Temporada 2011-12 de la Liga Nacional Movistar by Spalding fue la segunda de la historia de la competición chilena de básquetbol. La fase zonal se jugó entre el 24 de septiembre y el 20 de noviembre de 2011 y la fase nacional acabó el 22 de enero del siguiente año, comenzando los playoffs 6 días después.
En las semifinales se enfrentaron Los Leones de Quilpué con Boston College, y Deportes Castro con Osorno Básquetbol. Luego de éstas clasificaron a la final los equipos de Deportes Castro y Boston College, donde los sureños consiguieron su primera estrella por un marcador de 3-1. Boston College una vez más consiguió el subcampeonato de la Liga Nacional.

## Clasificación zonal
Clave: Pts: Puntos; PJ: Partidos jugados; PG: Partidos ganados; PP: Partidos Perdidos; PF: Puntos a favor; PC: Puntos en contra; Dif: diferencia puntos a favor y en contra.

### Zona Norte
| Pos | Equipo             | Pts | PJ | PG | PP |
| --- | ------------------ | --- | -- | -- | -- |
| 1   | Boston College     | 34  | 18 | 16 | 2  |
| 2   | Puente Alto        | 33  | 18 | 15 | 3  |
| 3   | Sagrados Corazones | 31  | 18 | 13 | 5  |
| 4   | Leones de Quilpué  | 28  | 18 | 10 | 8  |
| 5   | Los Sabuesos       | 26  | 18 | 8  | 10 |
| 6   | San Juan           | 26  | 18 | 8  | 10 |
| 7   | Club Providencia   | 25  | 18 | 7  | 11 |
| 8   | Sportiva Italiana  | 25  | 18 | 7  | 11 |
| 9   | Stadio Italiano    | 24  | 18 | 6  | 12 |
| 10  | Palestino          | 18  | 18 | 0  | 18 |

En negrita los clasificados a la fase nacional.

### Zona Sur
| Pos | Equipo                   | Pts | PJ | PG | PP |
| --- | ------------------------ | --- | -- | -- | -- |
| 1   | Temuco Basket*           | 25  | 14 | 11 | 3  |
| 2   | AB Ancud*                | 24  | 14 | 10 | 4  |
| 3   | Deportes Castro          | 23  | 14 | 9  | 5  |
| 4   | Osorno Básquetbol        | 22  | 14 | 8  | 6  |
| 5   | C.D Alemán de Concepción | 21  | 14 | 7  | 7  |
| 6   | Deportivo Valdivia       | 19  | 14 | 5  | 9  |
| 7   | CD Las Ánimas            | 19  | 14 | 5  | 9  |
| 8   | Deportivo Pucón          | 15  | 14 | 1  | 13 |

En negrita los clasificados a la fase nacional.
 * Temuco Basket y ABA Ancud se abstuvieron de participar en la Fase Nacional

## Clasificación nacional
Clave: Pts: Puntos; PJ: Partidos jugados; PG: Partidos ganados; PP: Partidos Perdidos; PF: Puntos a favor; PC: Puntos en contra; Dif: diferencia puntos a favor y en contra.

### Fase Nacional
| Pos | Equipo                   | Pts | PJ | PG | PP |
| --- | ------------------------ | --- | -- | -- | -- |
| 1   | Leones de Quilpué        | 25  | 14 | 11 | 3  |
| 2   | Deportes Castro          | 24  | 14 | 10 | 4  |
| 3   | Osorno Básquetbol        | 23  | 14 | 9  | 5  |
| 4   | Boston College           | 21  | 14 | 7  | 7  |
| 5   | Sagrados Corazones       | 21  | 14 | 7  | 7  |
| 6   | Deportivo Valdivia       | 19  | 14 | 5  | 9  |
| 7   | Puente Alto              | 19  | 14 | 5  | 9  |
| 8   | C.D Alemán de Concepción | 16  | 14 | 2  | 12 |

En negrita los clasificados a los play-offs.

## Tabla Playoffs
Tabla de partidos, se muestra en negrita los ganadores del enfrentamiento y el cursiva el equipo con la ventaja de campo. El número de la izquierda indica su posición en la clasificación para los playoffs, el número de la derecha indica el resultado en partidos.
|  | Semifinales de Liga | Semifinales de Liga   | Semifinales de Liga |                 |   | Finales de Liga | Finales de Liga | Finales de Liga |  |
|  |                     |                       |                     |                 |   |                 |                 |                 |  |
|  |                     |                       |                     |                 |   |                 |                 |                 |  |
|  | 1                   | Los Leones de Quilpué | 0                   |                 |   |                 |                 |                 |  |
|  | 1                   | Los Leones de Quilpué | 0                   |                 |   |                 |                 |                 |  |
|  | 4                   | Boston College        | 3                   |                 |   |                 |                 |                 |  |
|  | 4                   | Boston College        | 3                   |                 | 4 | Boston College  | 1               |                 |  |
|  |                     |                       |                     |                 | 4 | Boston College  | 1               |                 |  |
|  |                     |                       | 2                   | Deportes Castro | 3 |                 |                 |                 |  |
|  | 2                   | Deportes Castro       | 2                   | Deportes Castro | 3 | 3               |                 |                 |  |
|  | 2                   | Deportes Castro       |                     |                 |   | 3               |                 |                 |  |
|  | 3                   | Osorno Básquetbol     | 2                   |                 |   |                 |                 |                 |  |
|  | 3                   | Osorno Básquetbol     | 2                   |                 |   |                 |                 |                 |  |
|  |                     |                       |                     |                 |   |                 |                 |                 |  |

## Semifinales

### Leones de Quilpuévs.Boston College
| 28 de enero de 2012 | Leones de Quilpué | 81–89 | Boston College |                                                                |  |
|                     |                   |       |                |                                                                |  |
|                     |                   | 1     |                | Pabellón: Gimnasio Colegio Los Leones, Quilpué Televisión: CDO |  |

| 29 de enero de 2012 | Leones de Quilpué | 77–93 | Osorno Básquetbol |                                                                |  |
|                     |                   |       |                   |                                                                |  |
|                     |                   | 2     |                   | Pabellón: Gimnasio Colegio Los Leones, Quilpué Televisión: CDO |  |

| 4 de febrero de 2012 | Boston College | 110–105 | Leones de Quilpué |                                                          |  |
|                      |                |         |                   |                                                          |  |
|                      |                | 3       |                   | Pabellón: Gimnasio Boston College, Maipú Televisión: CDO |  |

Boston College gana la serie por 3-0.

### Deportes Castrovs.Osorno Básquetbol
| 28 de enero de 2012 | Deportes Castro | 76–66 | Osorno Básquetbol |                                                             |  |
|                     |                 |       |                   |                                                             |  |
|                     |                 | 1     |                   | Pabellón: Gimnasio Fiscal de Castro, Castro Televisión: CDO |  |

| 29 de enero de 2012 | Deportes Castro | 77–74 | Osorno Básquetbol |                                                             |  |
|                     |                 |       |                   |                                                             |  |
|                     |                 | 2     |                   | Pabellón: Gimnasio Fiscal de Castro, Castro Televisión: CDO |  |

| 4 de febrero de 2012 | Osorno Básquetbol | 73–72 | Deportes Castro |                                                                      |  |
|                      |                   |       |                 |                                                                      |  |
|                      |                   | 3     |                 | Pabellón: Gimnasio Monumental Maria Gallardo, Osorno Televisión: CDO |  |

| 5 de febrero de 2012 | Osorno Básquetbol | 82–63 | Deportes Castro |                                                                      |  |
|                      |                   |       |                 |                                                                      |  |
|                      |                   | 4     |                 | Pabellón: Gimnasio Monumental María Gallardo, Osorno Televisión: CDO |  |

| 11 de febrero de 2012 | Deportes Castro | 74–71 | Osorno Básquetbol |                                                             |  |
|                       |                 |       |                   |                                                             |  |
|                       |                 | 4     |                   | Pabellón: Gimnasio Fiscal de Castro, Castro Televisión: CDO |  |

Deportes Castro gana la serie por 3-2

## Finales
| 18 de febrero de 2012 | Deportes Castro | 104–80 | Boston College |                                                             |  |
|                       |                 |        |                |                                                             |  |
|                       |                 | 1      |                | Pabellón: Gimnasio Fiscal de Castro, Castro Televisión: CDO |  |

| 19 de febrero de 2012 | Deportes Castro | 71–66 | Boston College |                                                             |  |
|                       |                 |       |                |                                                             |  |
|                       |                 | 2     |                | Pabellón: Gimnasio Fiscal de Castro, Castro Televisión: CDO |  |

| 25 de febrero de 2012 | Boston College | 101–73 | Deportes Castro |                                                          |  |
|                       |                |        |                 |                                                          |  |
|                       |                | 3      |                 | Pabellón: Gimnasio Boston College, Maipú Televisión: CDO |  |

| 26 de febrero de 2012 | Boston College | 85 (92–97) 85 | Deportes Castro |                                                          |  |
|                       |                |               |                 |                                                          |  |
|                       |                | 4             |                 | Pabellón: Gimnasio Boston College, Maipú Televisión: CDO |  |

Deportes Castro gana la serie por 3-1.

## Campeón
| Campeón Deportes Castro 1º título |